# آدم والكلب
آدم والكلب فيلم إنمي قصير، صدر في أوائل فبراير من العام 2011. تأليف وكتابة مينك لي Minkyu Lee. رشح الفيلم لنيل الاوسكار عام 2013 لكن لم يحصل عليها، بيد أنه حصل على جائزة آني Annie عام 2012، كأفضل موضوع فيلم إنمي قصير.

## القصة
تدور أحداث الفيلم حول كلب في جنة عدن، حيث المروج الخضراء، والحدائق المزهرة بشتى أنواع الزهور والأشجار، والحيوانات تتقافز هنا وهناك بحثًا عن أليف. ينظر الكلب إلى كل شيءٍ حوله بريبة، ويخشى كل الحيوانات. إلى أن يقابل آدم العاري من كل لباس، يتودد آدم إلى الكلب فيميل الكلب إلى تودده، وتنشأ بينهما صداقة، إلى أن تأتي حواء فيميل إليها آدم ميلًا عظيمًا، ويهمل الكلب. تحين لحظة الخروج من الجنة فيخرجا بعد أن ودعا الكلب الذي صار وحيدًا مرة أخرى.

## وصلات خارجية
- آدم والكلب على موقع IMDb (الإنجليزية)
- آدم والكلب على موقع فيلمافينيتي (الإسبانية)
- آدم والكلب على موقع قاعدة بيانات الفيلم (الإنجليزية)
- آدم والكلب على موقع ليتربوكسد (الإنجليزية)
- آدم والكلب على موقع كينوبويسك (الروسية)